# كاتولانديا
كاتولانديا بلدية في ولاية باهيا في المنطقة الشمالية الشرقية من البرازيل.